# José Luís Schafer
José Luís Schafer (Humaitá), mais conhecido como Tchê,  é um político brasileiro, filiado ao PDT. Nas eleições de 2022, foi eleito deputado estadual pelo AC.